# Full breakfast
La full breakfast o colazione completa è la tipica colazione consumata in Gran Bretagna e in molti altri paesi anglosassoni e nordeuropei.

## Storia
La colazione inglese nacque in età medioevale, quando i contadini,  che dovevano alzarsi presto la mattina a fronte di una faticosa giornata di lavoro, consumavano a colazione dei cibi molto calorici.
Nell'età vittoriana la colazione era composta da cinque portate, numero oggi ridotto: la tipica colazione salata britannica è costituita da un piatto contenente uova cucinate in diversi modi (all'occhio di bue, sode, strapazzate, alla coque, in camicia), bacon ovvero pancetta affumicata tagliata a strisce, salsiccia (di diversa carne e sapore), pomodoro (grigliato o crudo), funghi saltati in padella, hash browns (frittelle di patate) e piccoli fagioli in salsa di pomodoro, il tutto sempre accompagnato da toast.
È possibile trovare questo piatto tipico in ogni caffè o bar del Regno Unito, servito in porzioni più o meno grandi. La colazione dolce, invece, è normalmente composta da toast spalmati con burro, margarina o strutto e marmellata di agrumi (la più amata dai britannici), ma sono diffuse anche le confetture di altri tipi di frutta, latte e cereali divenuti la classica colazione mattutina e anche pane biscuit o frittelle dolci chiamate "pancake" accompagnate dallo sciroppo d'acero.In alternativa o insieme è molto popolare il consumo di porridge e cereali di vario tipo con il latte. Durante questo pasto i britannici bevono un particolare tè da colazione, latte, caffè e succo d'arancia o di altri frutti.
In Irlanda, nella tradizionale colazione, si usa aggiungere alle vivande precedentemente descritte due o più fette di pudding, generalmente presente nelle due versioni locali più tipiche, ossia bianco (a base di carne e grasso di maiale, fiocchi d'avena e spezie) e nero (a base di sanguinaccio e più speziato).
In Gran Bretagna si sono diffusi i caffè di stile americano dove, oltre ai classici piatti della colazione britannica, si possono trovare anche dolci come muffin, ciambelle, cornetti e svariati tipi di torta, come la torta al cioccolato, la torta di carote e il cheesecake.

## Le varianti regionali

### Inghilterra

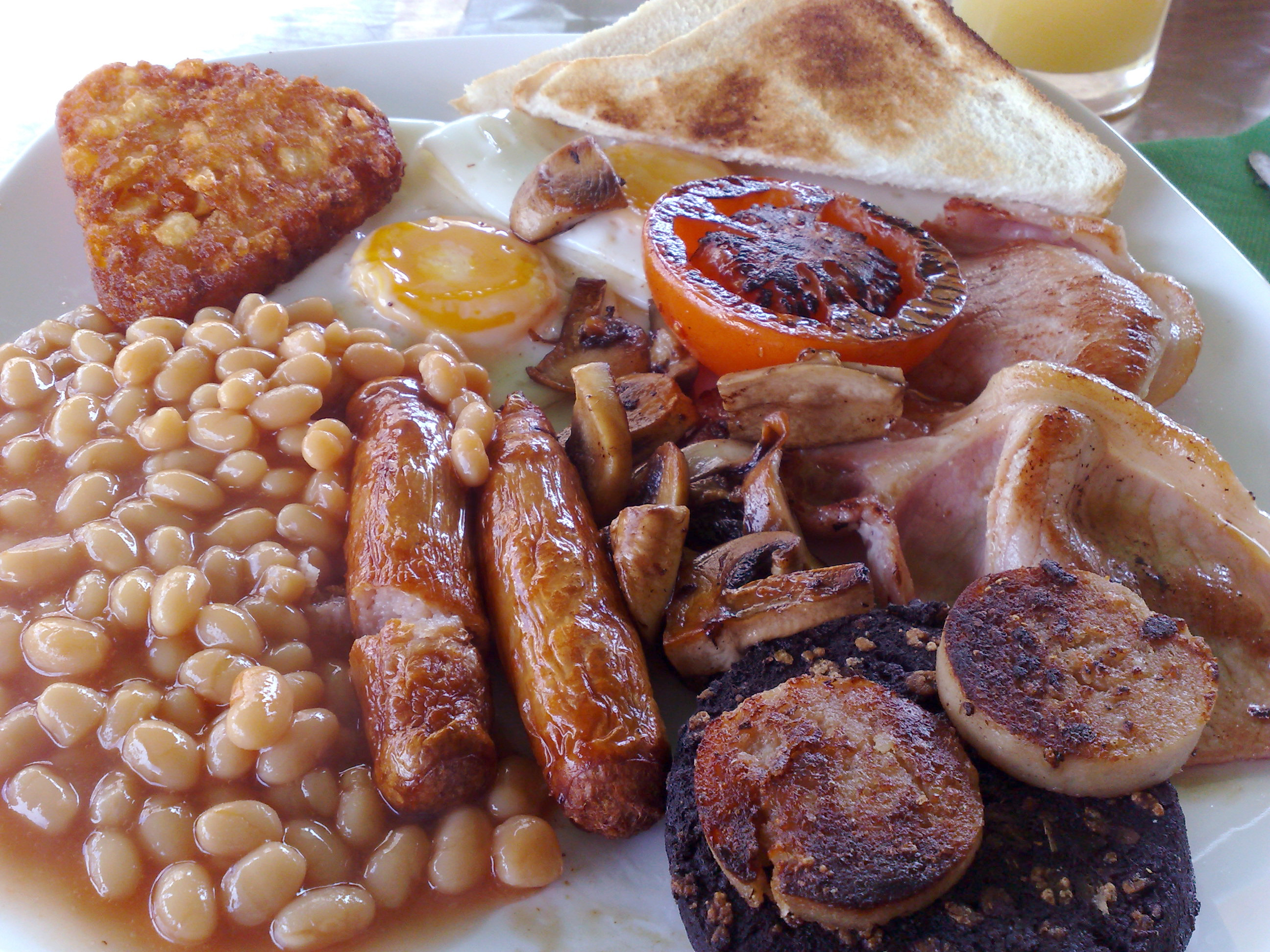
Full breakfast inglese

La tradizionale "Full Breakfast" inglese prevede del bacon fritto, uova in camicia o strapazzate, pomodori fritti o grigliati, funghi grigliati, bubble and squeak (patate e cavolo saltati in padella), fagioli stufati, black pudding, pane fritto o toast imburrati e salsicce varie (spesso chiamate "bangers" per la loro tendenza a scoppiare in cottura). Alle volte, le focacce d'avena o il pane nero sostituiscono quello fritto. La colazione viene tradizionalmente servita ed accompagnata da una tazza di tè; in epoca recente, la bevanda può essere sostituita da una tazza di caffè.
In buona sostanza, ogni elemento della colazione è fritto (è infatti detta anche 'fry-up') ma alcune cose possono dirsi opzionali.
Solitamente, con il termine "Full Breakfast" il cliente ordina tutto quello disponibile nella colazione del locale. Il termine "Full Breakfast" è divenuto conosciuto ed utilizzato a partire dalla II Guerra Mondiale quando, durante la Campagna d'Africa, il Generale Bernard Montgomery era solito, tutte le mattine, ordinare una colazione con le parole "Full English Breakfast".
Nella regione inglese della Cornovaglia la colazione include un pudding di maiale, un tortino di patate locali (cui si aggiunge del burro), bacon, uova, funghi e toast. A livello più tradizionale, la colazione in Cornovaglia include anche sardine e aringhe.

### Irlanda

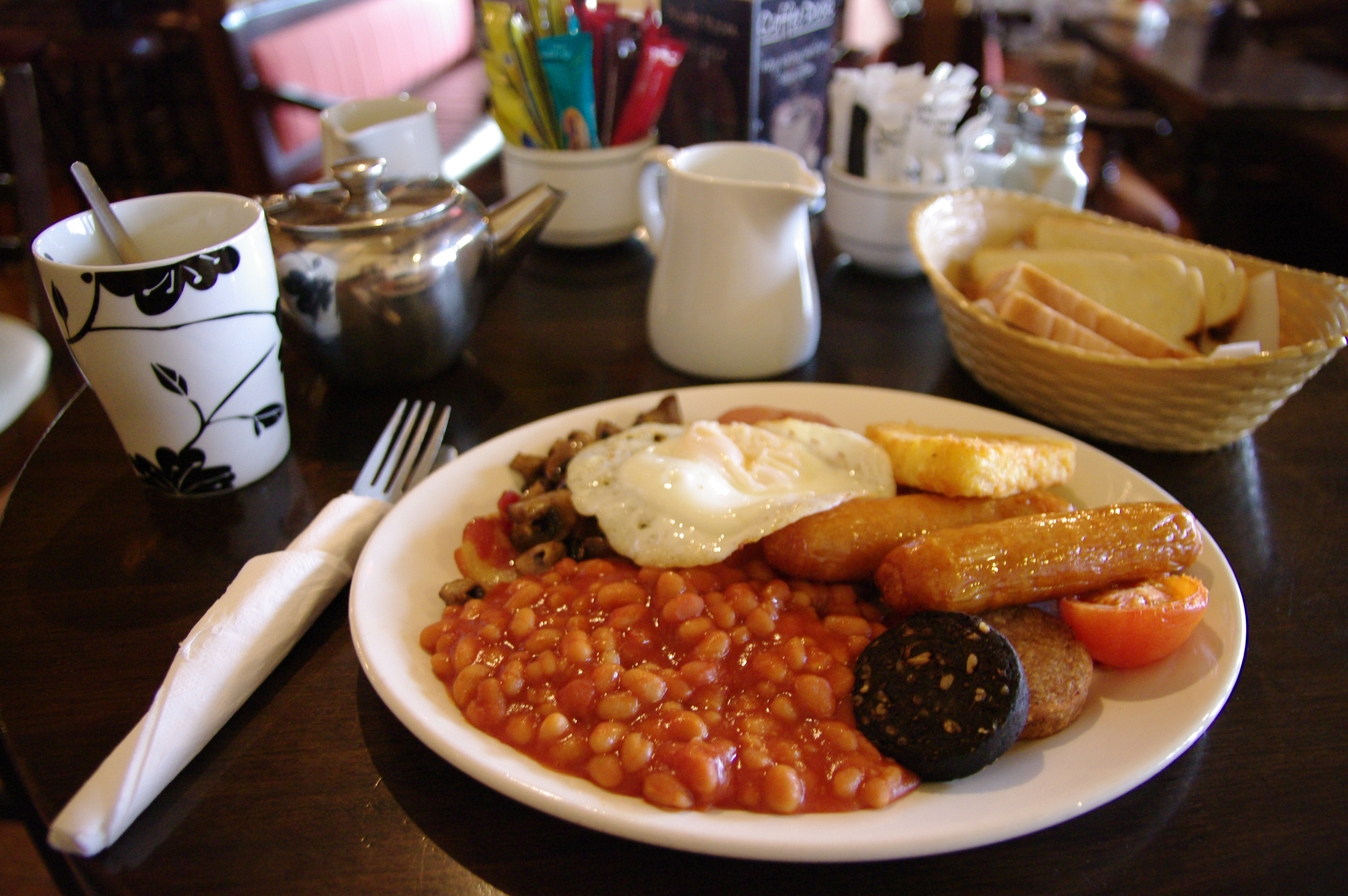
Full breakfast irlandese

Anche in Irlanda, l'esatta composizione del "Full Breakfast" varia molto in base all'area geografica, al gusto personale ed alle influenze culturali. Si ritiene che in Irlanda la colazione sia divenuta uno dei pasti più importanti della giornata quando l'isola faceva ancora parte dei domini inglesi.
Tradizionalmente, gli ingredienti più conosciuti della colazione irlandese sono bacon a fette, salsiccia di maiale, uova fritte, toast imburrati, pomodori fritti, white pudding e black pudding. Tipicamente irlandesi sono il soda bread (pane alla soda) e il boxty (pane alle patate), a volte inclusi nella full breakfast. Altri ingredienti che possono essere presenti sono il fegato, il salmone affumicato e il merluzzo fritto.

### Scozia

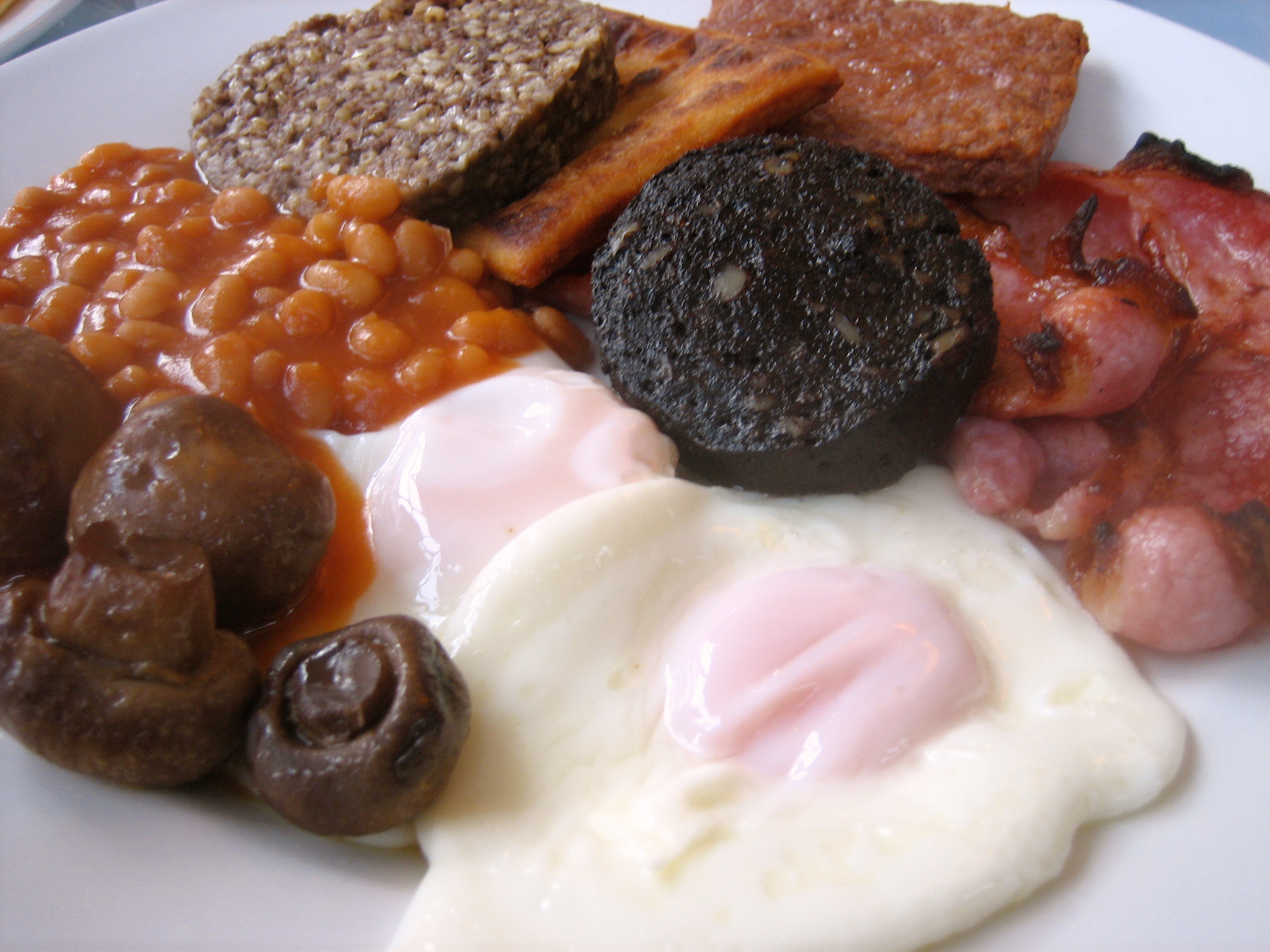
Full breakfast scozzese

Gli elementi tipicamente scozzesi della full breakfast includono il black pudding di Stornoway, la salsiccia di Lorne, la pancetta dell'Ayrshire e le tattie scone (focaccine di patate). Di solito la colazione scozzese include anche pomodori o funghi fritti o alla griglia e occasionalmente haggis, budino bianco, budino di frutta o torte d'avena. Una colazione scozzese più storica è il porridge.

### Galles
La colazione tradizionale gallese riflette l'aspetto costiero della cucina gallese. Due ingredienti che distinguono la colazione gallese dalle altre varianti sono le vongole e il laverbread (una purea di alghe spesso mescolata con farina d'avena e fritta), il tutto servito con pancetta, salsicce, funghi e uova. Anche il pesce affumicato, come la trota di mare, può essere parte della moderna colazione gallese.

### Nordamerica

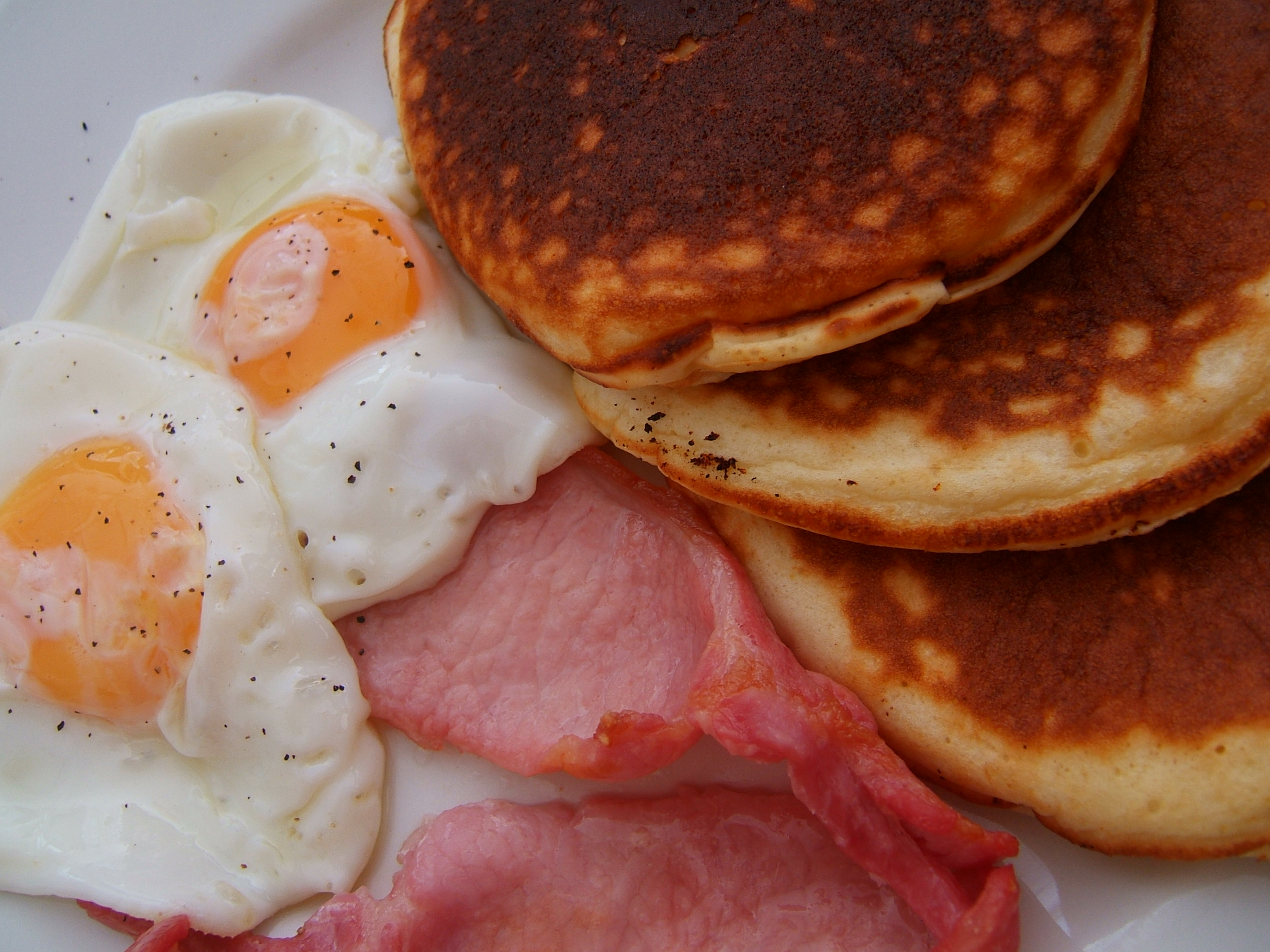
Full breakfast statunitense

La colazione negli Stati Uniti e in Canada presenta gli stessi ingredienti fondamentali, a volte integrati da pancake conditi con sciroppo d'acero, muffin o waffle. Negli Stati Uniti meridionali sono di solito inclusi i grits.
A differenza del Regno Unito, dove la colazione è tipicamente accompagnata dal tè, nel Nordamerica essa è più frequentemente accompagnata dal caffè americano.